# Sandra Kleinová
Sandra Kleinová (Praga, 8 maggio 1978) è un'ex tennista ceca.
Jiří Hřebec, anch'egli ex tennista, è suo zio.

## Carriera
In carriera ha raggiunto una finale nel singolare al TVA Cup nel 1995. Nei tornei del Grande Slam ha ottenuto il suo miglior risultato raggiungendo il terzo turno nel singolare agli Australian Open nel 1997.
In Fed Cup ha disputato un totale di 2 partite, perdendole entrambe.

## Statistiche

### Singolare

#### Finali perse (1)
| Numero | Anno              | Torneo          | Superficie | Avversaria in finale | Punteggio |
| 1.     | 17 settembre 1995 | TVA Cup, Nagoya | Sintetico  | Linda Wild           | 4-6, 2-6  |

### Risultati in progressione
| Sigla | Risultato               |
| ----- | ----------------------- |
| V     | Vincitore               |
| F     | Finalista               |
| SF    | Semifinalista           |
| O     | Oro olimpico            |
| A     | Argento olimpico        |
| SF    | Bronzo olimpico         |
| QF    | Quarti di Finale        |
| 4T    | Quarto turno            |
| 3T    | Terzo turno             |
| 2T    | Secondo turno           |
| 1T    | Primo turno             |
| RR    | Round Robin             |
| LQ    | Turno di qualificazione |
| A     | Assente                 |
| ND    | Non disputato           |

| Legenda superfici    |
| -------------------- |
| Cemento              |
| Terra battuta        |
| Erba                 |
| Superficie variabile |

#### Singolare nei tornei del Grande Slam
| Torneo          | 1996 | 1997 | 1998 | 1999 | 2000 | 2001 | 2002 | 2003 | 2004 |
| --------------- | ---- | ---- | ---- | ---- | ---- | ---- | ---- | ---- | ---- |
| Australian Open | 1T   | 3T   | 1T   | 1T   | 1T   | A    | A    | A    | 1T   |
| Open di Francia | A    | 1T   | 1T   | A    | 1T   | 1T   | A    | 2T   | 1T   |
| Wimbledon       | A    | 1T   | 1T   | 1T   | 1T   | 1T   | A    | 1T   | 2T   |
| US Open         | 1T   | 1T   | 1T   | 1T   | 2T   | A    | A    | A    | 1T   |

#### Doppio nei tornei del Grande Slam
Nessuna partecipazione

#### Doppio misto nei tornei del Grande Slam
Nessuna partecipazione

## Vittorie contro giocatrici top 10
| Stagione | 1997 | 1998 | 1999 | 2000 | 2001 | 2002 | 2003 | 2004 | Totale |
| -------- | ---- | ---- | ---- | ---- | ---- | ---- | ---- | ---- | ------ |
| Vittorie | 1    | 0    | 0    | 0    | 0    | 0    | 0    | 1    | 2      |

| #    | Giocatrice       | Ranking | Evento                      | Superficie  | Turno | Punteggio     | Rank. SKR |
| ---- | ---------------- | ------- | --------------------------- | ----------- | ----- | ------------- | --------- |
| 1997 |                  |         |                             |             |       |               |           |
| 1.   | Irina Spîrlea    | 7       | European Indoors, Zurigo    | Cemento (i) | 2T    | 3-6, 5-1 rit. | 59        |
| 2004 |                  |         |                             |             |       |               |           |
| 2.   | Elena Dement'eva | 6       | Torneo di Wimbledon, Londra | Erba        | 1T    | 6-4, 1-6, 6-4 | 129       |